# (6509) Giovannipratesi
(6509) Giovannipratesi est un astéroïde de la ceinture principale.

## Description
(6509) Giovannipratesi est un astéroïde de la ceinture principale. Il fut découvert le 12 février 1983 à La Silla par Henri Debehogne et Giovanni de Sanctis. Il présente une orbite caractérisée par un demi-grand axe de 2,79 UA, une excentricité de 0,23 et une inclinaison de 6,4° par rapport à l'écliptique.

## Compléments